# Monotype (vela)

Ilustração de uma embarcação da classe Monotype.

A classe internacional Monotype é uma classe de bote projetada especificamente para as provas de vela individual dos Jogos Olímpicos de Verão de 1924, disputadas no corpo d'água do Cercle de la voile de Paris, em Meulan-en-Yvelines, no rio Sena.
A União das Sociedades Náuticas Francesas (USNF), no prazo de 1º de janeiro de 1922, fixado pela Federação Internacional de Vela, escolhe o padrão Monotype, em troca da classe Dinghy 12 pés. O design Monotype foi projetado pelo arquiteto naval Gaston Grenier, que escolheu uma vela de proa e um spinnaker, adequados a ventos mais brandos. Trata-se de um bote de 5 metros, 2 metros de largura, equipado com uma bolina giratória de 42 kg e que pesa 450 kg quando vazio. A estabilidade do rumo do casco é assegurada por uma falsa quilha que se estende até a popa.